# 天瓏移動
天瓏移動是一家在中國深圳為手機和其他電子產品等進行代工設計的企業，旗下自有品牌包括Sugar手機／糖果手機和Wiko手機等等，另外亦為BLU、Micromax、MyPhone等不同國家的手機供應商進行代工生產。按调研机构資料，2016年，天珑移动總共付運了1940萬部手機。

## 外部連結
- 天珑移动|深圳市天珑移动技术有限公司（页面存档备份，存于） 官方網站